# Temps universal
S'anomena temps universal a l'hora del meridià de 180° que és el que s'empra en tot el món com a línia internacional de canvi de data.

## Fonaments
El temps universal es disposa en 24 fusos horaris a partir del meridià de 180° cap a l'oest. Cadascun d'aquests fusos horaris té 15° d'amplitud (és a dir, de longitud geogràfica). De manera que el primer fus horari comença en el meridià de 180° i acaba en el de 165° de longitud est. Així, l'hora que marca un meridià múltiple de 15 regeix cap al fus horari que es disposa a continuació, en direcció sempre cap a l'oest, que és el mateix moviment aparent del sol. D'aquesta manera, l'hora del meridià de Greenwich regiria pel fus horari situat entre aquest meridià i el de 15° oest i correspondria al fus horari tretzè. Finalment, el fus horari vint-i-quatrè seria el que està situat entre el meridià de 165° oest i el de 180°.

## Greenwich i els fusos horaris

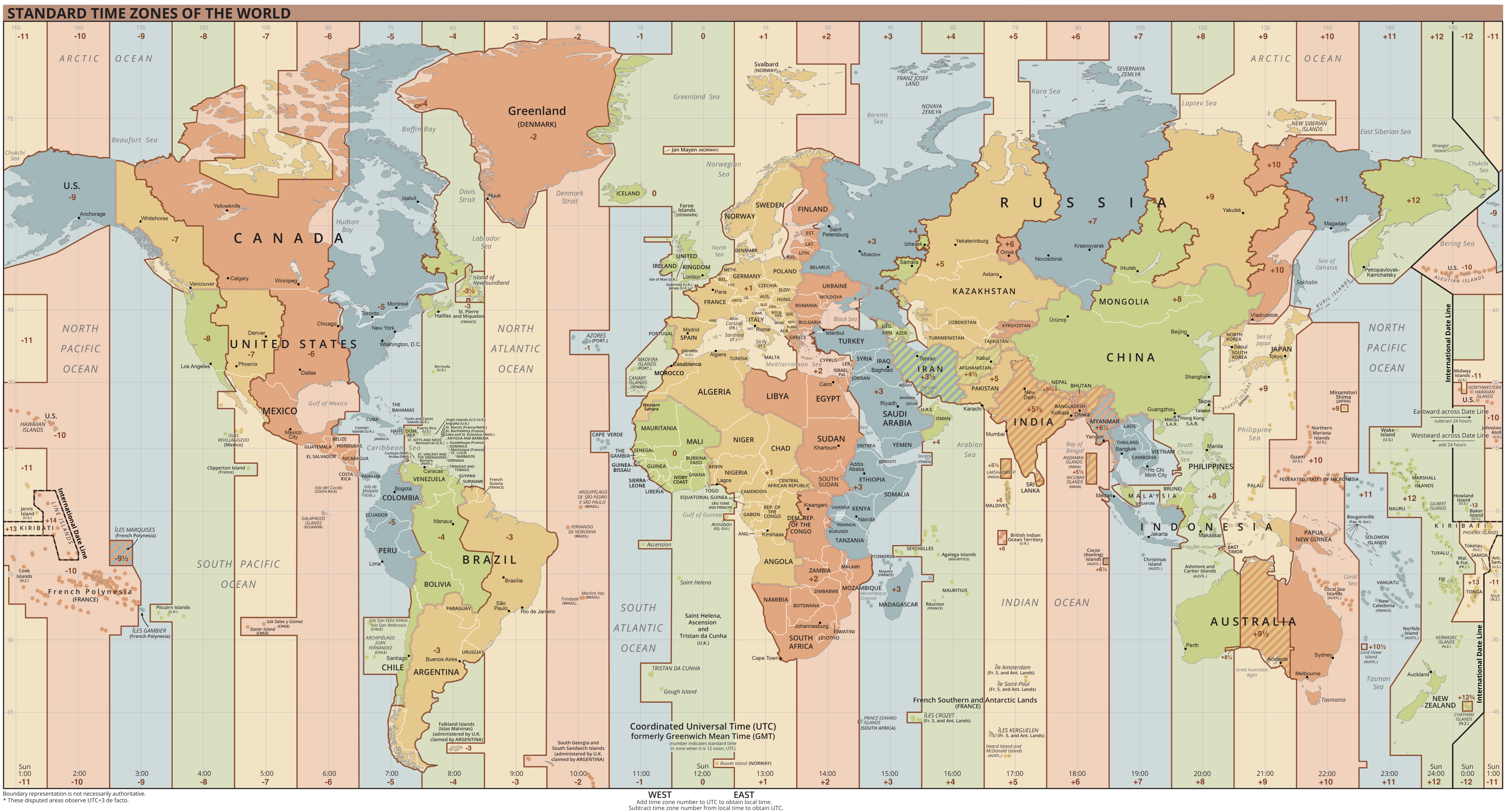
Fusos horaris actuals.

Convencionalment s'ha seguit una concepció que considera el meridià central de cada fus el que defineix aquest fus horari, de manera que els meridians que limiten cada fus seran múltiples de 7,5° i no de 15° com hauria de ser. Aquest fet ha ocasionat dos problemes sense solució: el primer és que el meridià de Greenwich constitueix el centre del primer fus horari que es troba entre el meridià de 7,5° i 7,5°. Al portar l'horari UTC a l'antimeridià de Greenwich (ara meridià de 180°), aquest meridià s'ubicaria al centre d'un fus horari que, no només quedaria dividit en dues meitats de longituds diferents (longitud est a l'oest i longitud oest a l'est), sinó que aquestes meitats tenen, en realitat, dates diferents, ja que, per definició, el meridià de 180° és el que es pren com a Línia internacional de canvi de data un acord vigent i convencionalment acordat, fins i tot pel Regne Unit.

## Aplicació
Si els dies comencen a les 12 de la nit en aquesta línia, també les hores de cada dia començaran allà. És per aquesta raó per la qual s'indica en l'article sobre la UTC (Universal Time Coordinated) que l'hora d'Austràlia és UTC+7. Si un dia qualsevol està començant a les 12 de la mitjanit a la UTC (és a dir, en el meridià de Greenwich) i volem saber l'hora d'Austràlia (illes Christmas) només haurem de sumar 7 hores, és a dir, que a Austràlia serien les 7 del matí d'aquest dia que està començant en la UTC. Això equival a dir que en els països que tenen longitud oriental (entre el meridià de 180° i el de Greenwich) surt el sol abans que en el meridià de Greenwich, de manera que no es podria emprar a aquest últim com el meridià origen per comptar el començament dels dies. Els horaris de ferrocarrils i d'avions a tot el món fan servir aquest temps universal que comença a la línia internacional del canvi de data. Va ser Sandford Fleming qui va idear aquest concepte d'un temps universal al segle xix.